# Hashima

La isla de Hashima (端島?), también llamada Gunkanjima (軍艦島?), nombre que significa isla del Acorazado y se debe a la forma que adquirió Hashima cuando se la amuralló para protegerla del fuerte oleaje del mar y de los tifones que solían azotarla, es una pequeña isla de  6,3 hectáreas (0,06 kilómetros cuadrados) que pertenece a Japón y es una de las quinientas cinco islas deshabitadas de la Prefectura de Nagasaki. 

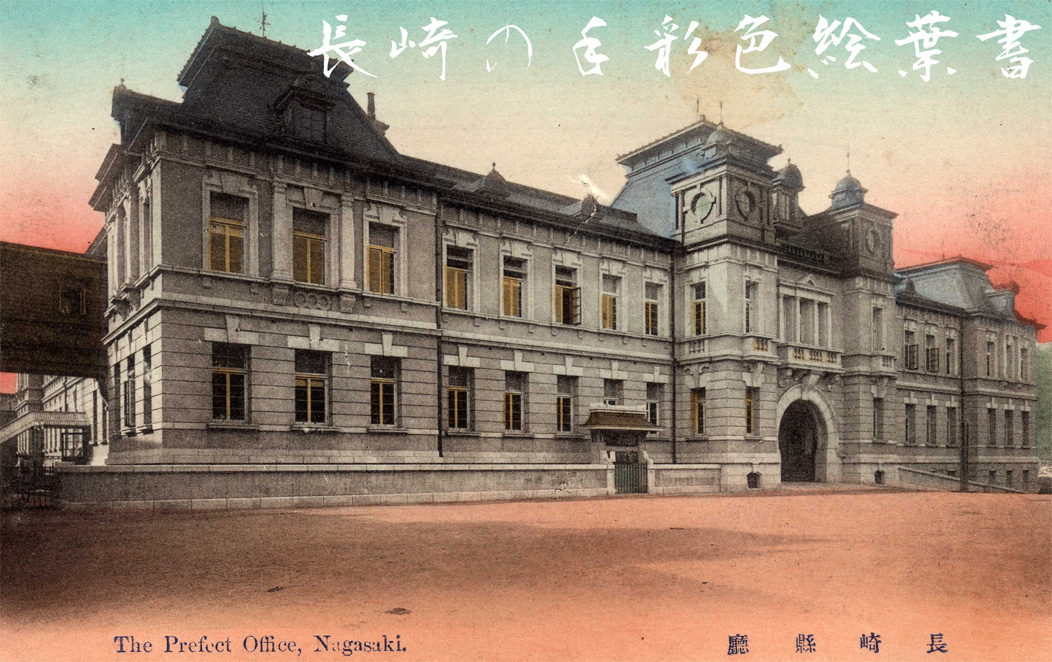
Edificio que alberga la Prefectura de Nagasaki.

Esta isla, de cuatrocientos ochenta metros de largo y ciento cincuenta metros de ancho, se halla a unos veinte kilómetros del puerto de Nagasaki y entre 1887 y 1974 estuvo habitada por los trabajadores de su mina de carbón y las familias de ellos.
El 5 de julio de 2015 la mina fue incluida en la lista de Patrimonios de la Humanidad por la Unesco dentro del grupo de «Sitios de la revolución industrial de la era Meiji en Japón: siderurgia, construcciones navales y extracción de hulla».

## Historia

### Llegada de los primeros habitantes
Los primeros habitantes de Hashima comenzaron a llegar en 1887, después del descubrimiento de una veta de carbón en el subsuelo marino, a unos doscientos metros por debajo del nivel del mar. La explotación industrial se inició en 1890, cuando Mitsubishi compró y habilitó la isla para explotarla, lo que continuó haciendo hasta 1974, año en que procedió al cierre de la mina a causa de la disminución del consumo de carbón en beneficio del petróleo.

### Primeras construcciones
Hashima fue simultáneamente mina y ciudad por casi cien años. En las zonas planas que se le habían ganado al mar se ubicaron las instalaciones industriales y con el paso de los años, como respuesta a la altísima densidad poblacional, se construyeron en el interior rocoso más de treinta edificios de hormigón armado conectados por una red de laberintos, patios, pasillos y escaleras. 

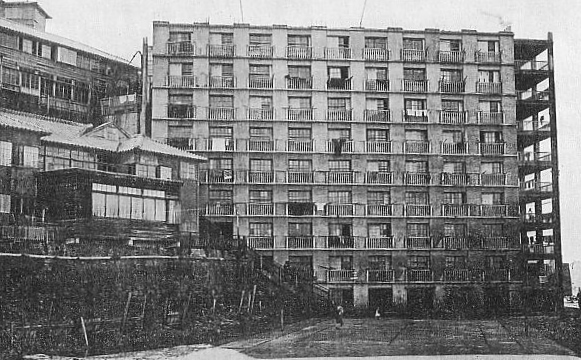
Edificio de departamentos de alrededor de 1930.

#### El primer edificio de hormigón de Japón
En 1916, cuando la mina estaba produciendo cerca de ciento cincuenta mil toneladas de carbón al año y su población había aumentado a más de tres mil personas, la compañía construyó uno de los primeros edificios japoneses de hormigón armado para paliar la falta de espacio para vivienda y evitar los daños provocados por el tiempo, el mar y los tifones.  El edificio, una estructura cuadrada de seis plantas construida alrededor de un patio interior en el extremo sur de la isla, ofrecía un espacio de alojamiento pequeño pero privado para los mineros y sus familias. Cada departamento consistía en una sola habitación de 9,9 metros cuadrados con una ventana, la puerta y un pequeño vestíbulo (algo más parecido a la celda de un monje que a un departamento) pero de todos modos representaba un gran avance con respecto a las condiciones anteriores. El baño, la cocina y las instalaciones sanitarias eran compartidos. La construcción, como ya se dijo, era de hormigón; en cambio, los balcones eran de madera. Su práctica arquitectura marcó las edificaciones posteriores, que llegaron a tener diez plantas que se unían entre sí y creaban un laberinto de pasillos estrechos, corredores y escaleras. Se ha dicho que en Hashima los paraguas eran innecesarios puesto que un laberinto de pasillos y escaleras conectaba todos los bloques de apartamentos y servía como sistema de carreteras de la isla. Hoy esa singular arquitectura es un testigo mudo de una época casi olvidada de la historia de la industria japonesa.

### El edificio más alto de Japón en 1917
En 1917 se construyó otro bloque de apartamentos más grande en el centro de la isla y, a continuación, el edificio residencial Nikkyu, un complejo de apartamentos de nueve pisos en forma de E y el edificio más alto de Japón. En 1918 empezó la construcción del siguiente bloque y a ese ritmo hacia 1930 había más de treinta edificios de apartamentos en un diámetro de 1,5 kilómetros cuadrados. Así fue que mientras la construcción se suspendía en todo Japón a causa de la Segunda Guerra Mundial, en Hashima se seguía construyendo como parte de los esfuerzos nacionales para hacer frente a la enorme demanda de carbón de esos tiempos de guerra.

### Explotación de la mina
Ni las guerras que sostuvo Japón contra China y Rusia ni el transcurso de las dos Guerras Mundiales afectaron al buen funcionamiento de la mina de Hashima, cuya producción pasó de ciento cincuenta mil toneladas de carbón al año en la primera década del siglo XX a una producción pico de cuatrocientas diez mil toneladas anuales en 1941. Para lograrlo, entre 1885 y 1889, la compañía Mitsubishi había perforado dos túneles verticales hasta llegar al lecho marino, a una profundidad cercana a los ciento noventa y nueve metros. Como ya se ha dicho, en 1916 la mina producía ciento cincuenta mil toneladas de carbón y en solo treinta años la isla pasó de estar deshabitada a tener una población de tres mil personas, lo que determinó que Mitsubishi se planteara la necesidad de edificar viviendas para sus habitantes con el fin de proporcionarles alojamientos más estables. Alrededor de 1960, en el apogeo de la prosperidad económica de Japón, la isla contaba con más de cincuenta edificios de apartamentos y una población superior a cinco mil personas.

#### La mina en la década de 1940
Como resultado de esos esfuerzos en 1941, año signado por el ataque a Pearl Harbor y el conflicto con los Estados Unidos, la producción anual de carbón de Hashima alcanzó un máximo de cuatrocientas diez mil toneladas. Sin embargo, este logro tuvo un alto precio en sufrimiento humano porque mientras los jóvenes japoneses desaparecían en los campos de batalla de China, el sudeste de Asia y el Pacífico, el gobierno japonés obligó a prisioneros en calidad de esclavos mayormente de Corea y China a cubrir los puestos vacíos en sus fábricas y minas y muchos de estos hombres perecían como consecuencia de las duras condiciones de vida y la dieta de hambre. En agosto de 1945, cerca de mil trescientos trabajadores habían muerto en la isla, algunos en accidentes subterráneos,  otros de enfermedades relacionadas con el agotamiento y la desnutrición y otros por saltar desde lo alto de las paredes amuralladas para tratar en vano de nadar hacia tierra firme.
En una entrevista que se le realizó en 1983 un trabajador coreano (Suh Jung-woo 徐正雨) que sobrevivió a la dura vida de la mina recordaba que de niño había sido forzado a subir a un camión junto con otros coreanos para luego ser llevado a una oficina gubernamental en la que había varios miles de coreanos más de entre catorce y veinte años. Desde esa oficina un grupo de trescientos de ellos fueron trasladados en tren a Nagasaki y, desde allí, a Hashima. 
Suh Jung-woo (徐正雨) tenía parientes en Japón y no se desesperó porque pensó que lo llevaran donde lo llevaran dentro de ese país podría escapar cuando se lo propusiera. Sin embargo, tan pronto como vio Hashima perdió toda esperanza.
Ya había cerca de doscientos coreanos en la isla cuando llegaron así que en total sumaban quinientos o seiscientos. Los apiñaron en un edificio de dos pisos con cinco habitaciones en cada uno y cuatro edificios de cuatro pisos con cinco o seis habitaciones por piso. Hoy las personas llaman a Hashima "isla del Acorazado" pero para ellos era la "isla prisión", una prisión sin escapatoria. 
Esa isla rodeada de altos muros de hormigón y nada más que océano alrededor estaba llena de edificios de hormigón de hasta nueve pisos y tanto Suh Jung-woo (徐正雨) como los demás coreanos fueron alojados en los edificios del borde (de a siete u ocho juntos en una pequeña habitación con el interior sucio y cayéndose a pedazos). Les dieron uniformes semejantes a bolsas de arroz y los obligaron a empezar a trabajar a la mañana siguiente a su llegada. Estaban rodeados de guardias japoneses (algunos de ellos con espadas) que los vigilaban constantemente.
La mina se hallaba en la profundidad del mar y los trabajadores llegaban a ella en un ascensor que descendía por un pozo largo y estrecho. El carbón se trasladaba desde una amplia cámara subterránea pero los lugares de excavación eran tan pequeños que los mineros debían agacharse para trabajar. Era una tarea agotadora e insoportable.
Se acumulaba gas en los túneles y los techos y las paredes de roca amenazaban con colapsar en cualquier momento. Suh Jung-woo (徐正雨) estaba convencido de que nunca iba a salir de la isla con vida.

De hecho, cada mes morían cuatro o cinco trabajadores en accidentes. Allí no existían los conceptos modernos de seguridad y los cadáveres eran incinerados en Nakanoshima. 

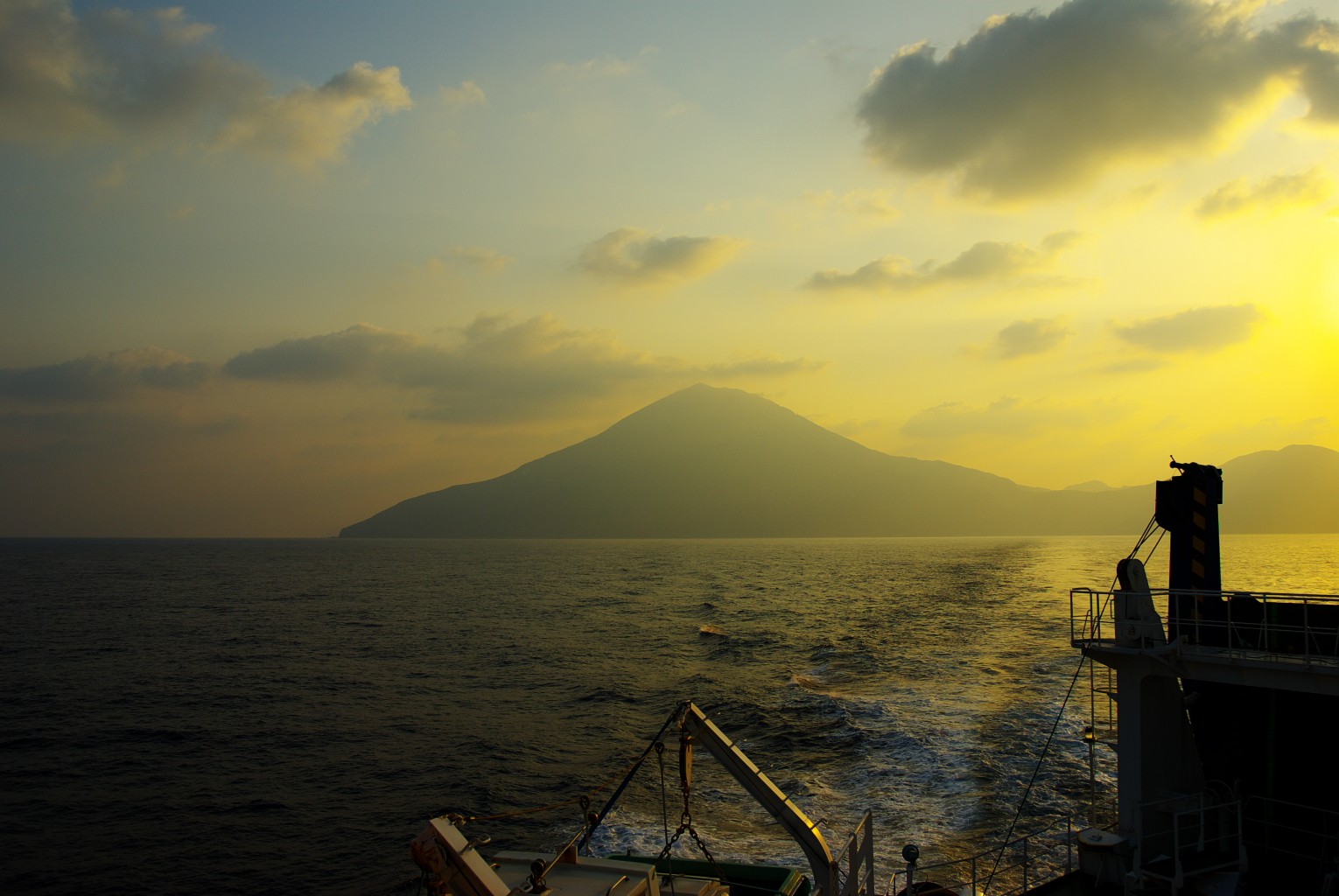
Isla de Nakanoshima.

 En su relato Suh Jung-woo (徐正雨) comentó que creía probable que el horno que se usaba para ello todavía existiera.
Según este exminero, a pesar del trabajo opresivo las comidas solo consistían en ochenta por ciento de residuos de frijol y veinte por ciento de arroz integral hervido junto con sardinas enteras en una papilla informe. Los trabajadores casi todos los días sufrían diarrea y sus fuerzas se agotaban poco a poco pero los guardias no les permitían descansar. Suh Jung-woo (徐正雨) no recordaba cuántas veces había pensado en saltar al mar y ahogarse. Cuarenta o cincuenta de sus compañeros coreanos se habían suicidado o ahogado al tratar de nadar hasta Takahama [en la costa]. Suh Jung-woo (徐正雨) no sabía nadar pero para su fortuna después de cinco meses fue transferido a la fábrica de Mitsubishi en Saiwai-machi, Nagasaki, y así fue como pudo salir de la isla. Estaba seguro de que si se hubiera quedado no habría sobrevivido.

### Sustitución del carbón por el petróleo
A fines de la década de 1960 el petróleo había empezado a sustituir al carbón por lo que en todo Japón se cerraron minas y la compañía Mitsubishi se vio obligada a trasladar a los trabajadores de Hashima a otras zonas. Con la economía japonesa disparada y el reemplazo inminente del carbón por el petróleo como política gubernamental, las minas de carbón fueron cerrando poco a poco y Mitsubishi recortó su planta de obreros y realizó algunos traslados a otras de sus industrias. El 15 de enero de 1974 la empresa anunció el cierre de la mina durante una ceremonia celebrada en el gimnasio de la isla y en esa ocasión ofreció trabajo a quienes quisieran desplazarse. De ese modo, en poco más de tres meses Hashima quedó completamente abandonada.

### Abandono de la isla
Menos de cuatro meses después de la ceremonia celebrada en el gimnasio el 15 de enero de 1974 para anunciar el cierre de la mina sus habitantes abandonaron la isla. Las tiendas se quedaron sin clientes, por un tiempo funcionaron con lo justo y finalmente, el 20 de abril de 1974 se fue el último residente de Hashima. Los motivos del abandono fueron entonces económicos, ya que la única explotación minera que albergaba se cerró; los trabajadores perdieron sus puestos de trabajo de la noche a la mañana y con ello desaparecieron todos los servicios que se habían creado alrededor de la mina.
Después de su abandono, los edificios de la isla permanecieron expuestos al embate del clima y la salinidad del mar y se deterioraron con rapidez. Los efectos del deterioro de las construcciones de hormigón se monitorearon para la filmación de La Tierra sin humanos, una serie de televisión estrenada en 2009 y filmada en Hashima en la que los científicos, los ingenieros de estructuras y otros expertos se preguntaban en qué se convertiría la Tierra si la humanidad desapareciera de un momento a otro. Los expertos también analizaban el impacto de la ausencia de seres humanos sobre el medioambiente y los vestigios de la civilización desaparecida de ese modo.
En 2015 Hashima es una ciudad fantasma que alberga una especie de museo de los años setenta a punto de desmoronarse. El daño estructural de los edificios es bastante mayor del que se observa en las fotografías y las calles están llenas de material caído desde las fachadas, de cristales, de maderas de vigas y balcones, de cables y de trozos de tuberías. 

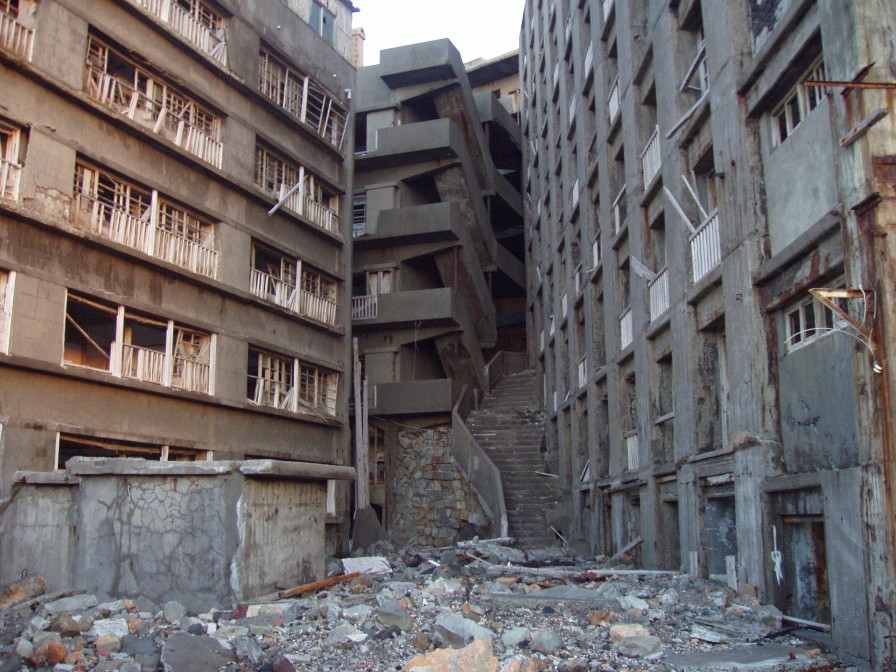
Construcciones y la llamada "escalera al infierno", en la isla de Hashima.

Muchas casas se pueden contemplar tal y como las dejaron sus habitantes, es decir con los platos en el fregadero, las estanterías con sus utensilios y los electrodomésticos como si se acabasen de dejar de usar.
En la pared de uno de los edificios un visitante, tal vez un ex residente, también dejó escrito:

### Donación a Mitsubishi

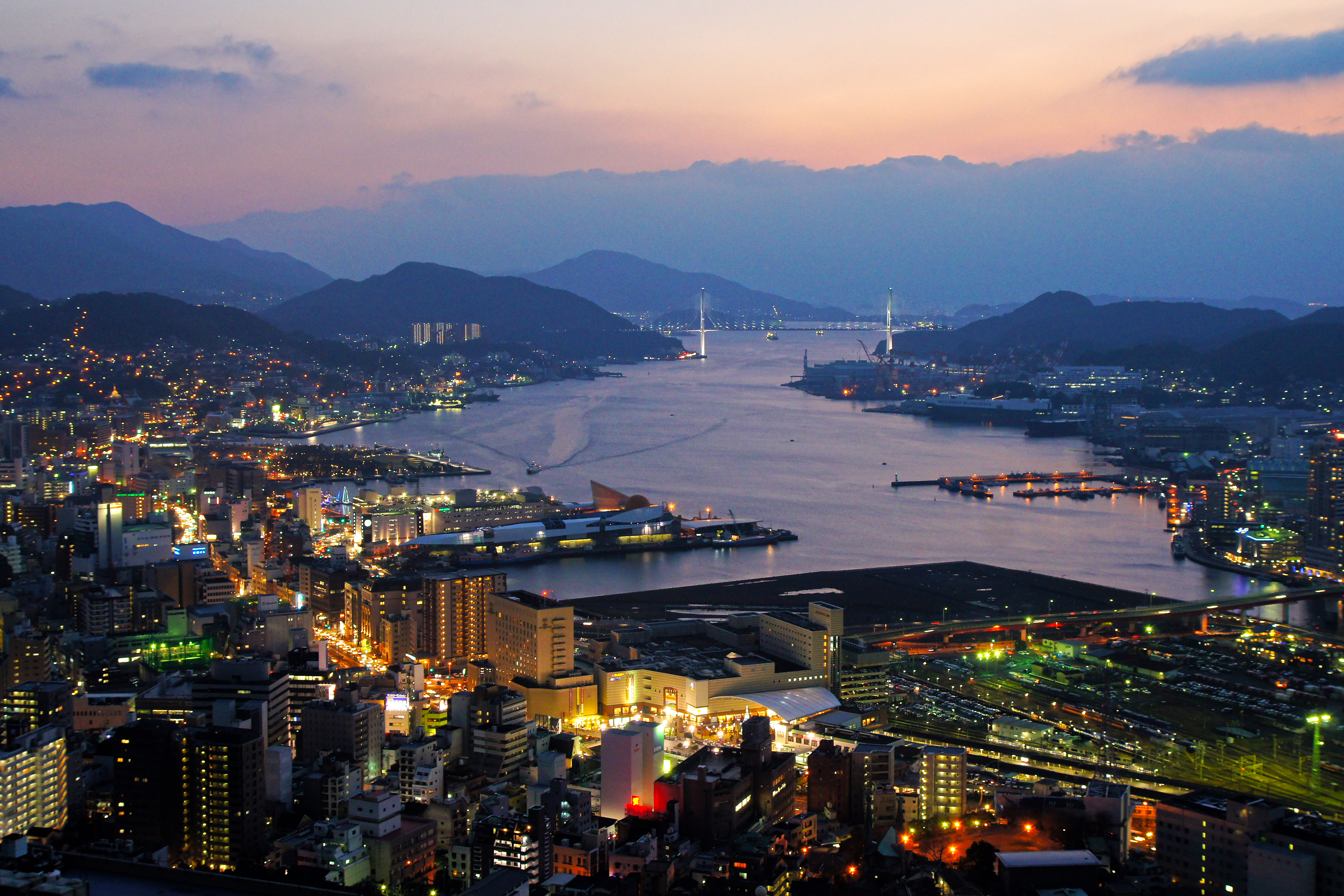
La ciudad de Nagasaki vista desde Hamahira.

En el año 2002 Mitsubishi decidió donar la isla a la ciudad de Nagasaki, que a partir de 2005 ejerce jurisdicción sobre Hashima, y desde el 22 de abril de 2009 algunas de sus zonas están abiertas al turismo (mientras que antes el acceso estaba restringido a historiadores y periodistas). Cuando la isla estaba poblada una empresa de turismo trasladaba viajeros desde el puerto de Nagasaki a través de las islas Ioujima y Takashima. En 1970 había doce servicios de ida y vuelta diarios y el viaje hasta Nagasaki duraba cincuenta minutos. Cuando todos los residentes abandonaron Hashima, la ruta directa se suspendió. En 2015, gracias a la construcción de un nuevo muelle, cinco operadores turísticos ofrecen excursiones en barco por la isla. Un transbordador traslada a los visitantes en un viaje de ida y vuelta desde el puerto de Nagasaki. Sin embargo, los que visitan Hashima desearían permanecer más tiempo allí  y recorrerla más ampliamente, después de 35 años de cierre, pero la apertura de la totalidad de la isla a esa actividad implicaría grandes inversiones y exigiría la realización de mejoras en las estructuras que hoy se caen a pedazos y representan grandes riesgos para los visitantes.

## Desarrollo
La clave del desarrollo de una isla deshabitada tan pequeña hasta transformarse en una ciudad en auge era la alta calidad del carbón que se obtenía en esa región. La isla se convirtió en un símbolo de la modernidad y la industrialización, en un modelo de ciudad que era una réplica en miniatura de la sociedad japonesa. La producción de cantidades tan enormes de carbón atrajo durante décadas a miles de trabajadores y a medida que aumentaba la producción también lo hacía la construcción de grandes estructuras residenciales e industriales. Para dar cabida a tanta gente en un área tan pequeña era preciso construir en cada pedazo de tierra y eso explica el aspecto de acorazado que llegó a tener Hashima y también que una vez haya llegado a ser el lugar más densamente poblado del mundo.

## Demografía

### Densidad poblacional
En 1959 la isla de Hashima, de poco más de un kilómetro cuadrado, había llegado a alcanzar una densidad de población de 139100 personas/km² en la zona residencial y de 83500 personas/km² en toda su superficie, lo que históricamente supone una de las mayores densidades de población registradas en el mundo. La isla contaba con todas las instalaciones y servicios necesarios para la subsistencia de esa comunidad. Había cafés, restaurantes, casinos, clubes, veinticinco tiendas diferentes, una escuela con gimnasio y patio, una guardería, un hotel, un hospital con sector de aislamiento, una cancha de tenis, una pequeña comisaría, una oficina de correos, baños públicos y un burdel. No había vehículos de motor. Según un exminero, se podía caminar entre dos puntos cualesquiera de la isla en menos tiempo que el necesario para terminar un cigarrillo.

### Distribución de las viviendas
En cuanto a la distribución de las viviendas, mientras que el gerente de la empresa Mitsubishi vivía en su casa privada en la parte más elevada de la isla y los ingenieros de alto rango y sus familias habitaban en apartamentos con servicios independientes, los obreros nativos ocupaban apartamentos con servicios compartidos y los obreros extranjeros —chinos y coreanos— vivían como esclavos. Cuando algún trabajador llegaba a la isla, lo hiciera acompañado de su familia o no, se le asignaba un departamento, según una organización jerárquica de clases. Si era soltero o pertenecía a una compañía subcontratadora la vivienda que se le asignaba constaba de una sola habitación, con cocina y baño de uso común. Si era empleado de Mitsubishi y llegaba acompañado de su familia le correspondía un departamento de dos habitaciones de diez metros cuadrados cada una con cocina y baño propios. Los oficiales de primera, los maestros, los médicos y el personal de mayor jerarquía tenían un departamento similar pero con más lujos. La única casa que se construyó en toda la isla pertenecía al director de la mina, que simbólicamente vivía en el punto más alto.

### Calidad de vida de la población
El espacio para la privacidad era muy poco y no quedaba ni una sola zona verde en toda Hashima. En la década de 1960 algunos isleños transportaban tierra fértil desde otros lugares costeros para cultivar sobre los tejados y tener plantas y jardines porque el suelo mineral de la isla no lo permitía. De hecho, toda la comida se llevaba siempre en barco desde otros puertos de manera que cuando las condiciones climáticas no permitían la navegación los alimentos escaseaban. Se dice que en 1945, en coincidencia con el fin de la Segunda Guerra Mundial, en la isla ya habían muerto unos mil trescientos obreros debido a las duras condiciones de trabajo en los túneles, a las enfermedades y a la desnutrición.

## Acceso a la isla
Luego de su abandono las construcciones de la isla sufrieron un deterioro paulatino y constante debido a su exposición a la salinidad y a los diversos fenómenos climáticos. 

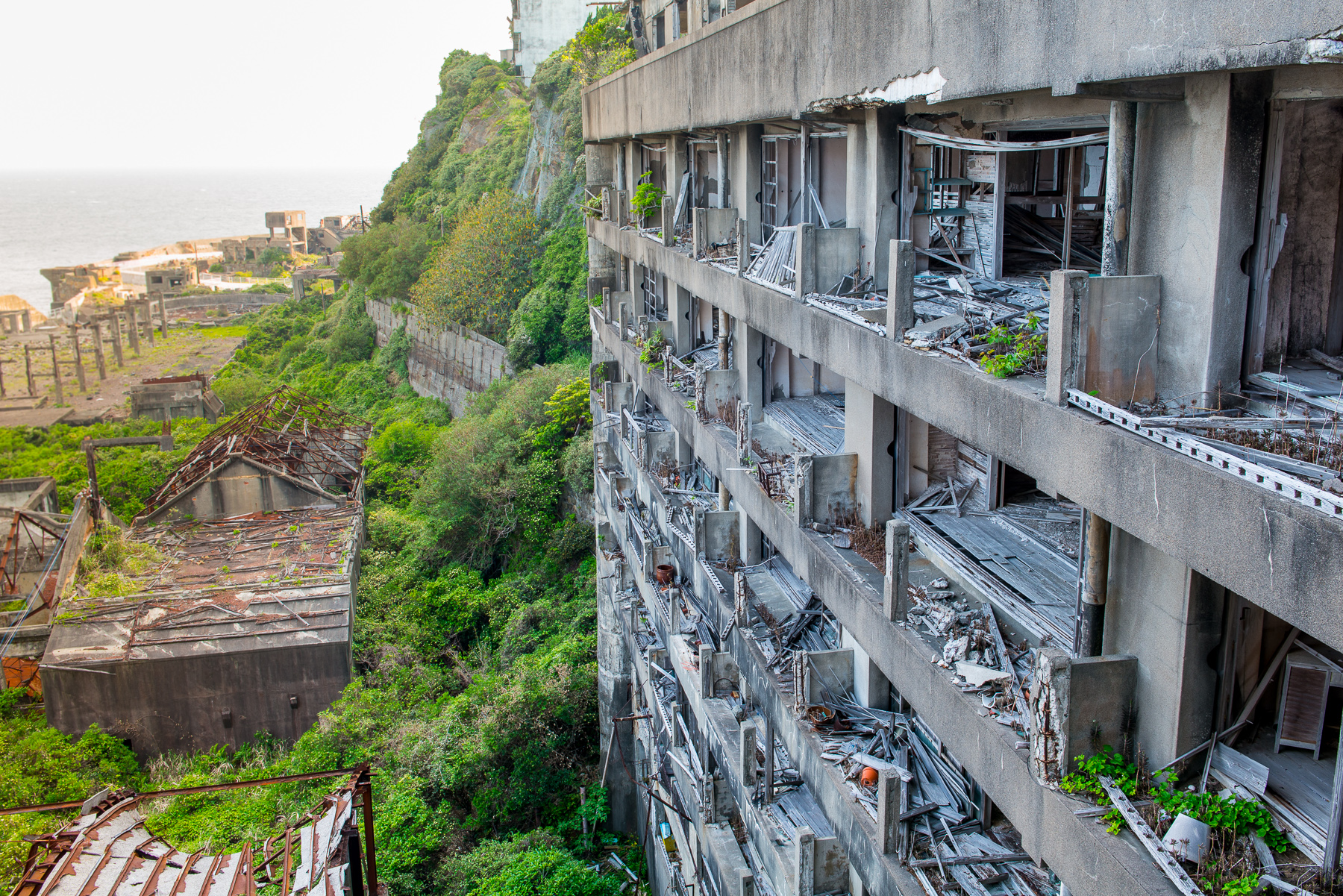
Vista de la isla desde lo que alguna vez fue la escuela.

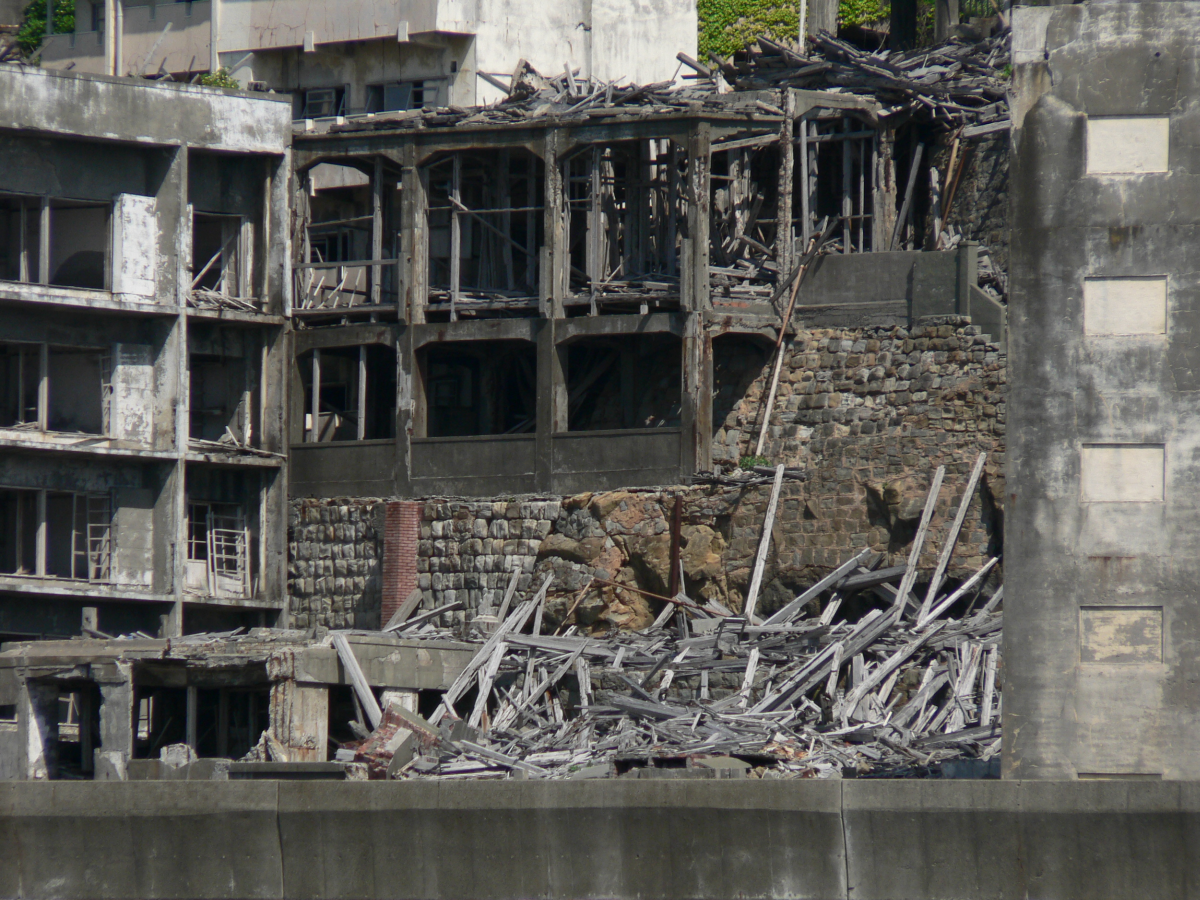
Edificio en ruinas.

En 1970 había doce servicios de ida y vuelta disponibles por día y se tardaban cincuenta minutos en llegar desde la isla a Nagasaki. Sin embargo, cuando todos los residentes abandonaron Hashima, la ruta directa se suspendió. Hoy hay fragmentos de pintura, de revoque, de paredes y de ventanas rotas que conviven con triciclos o televisores de los años sesenta como evidencia de la súbita desaparición de la comunidad que allí habitó. En apartamentos ruinosos que alguna vez fueron hogares todavía hay cubiertos y envases de refresco polvorientos sobre las mesas, refrigeradores oxidados y pupitres viejos. La una vez ruidosa y altamente industrializada Hashima se ha convertido en una isla fantasmal y silenciosa pero que conserva los restos de una arquitectura singular como testigo mudo de una época casi olvidada de la historia industrial de Japón.

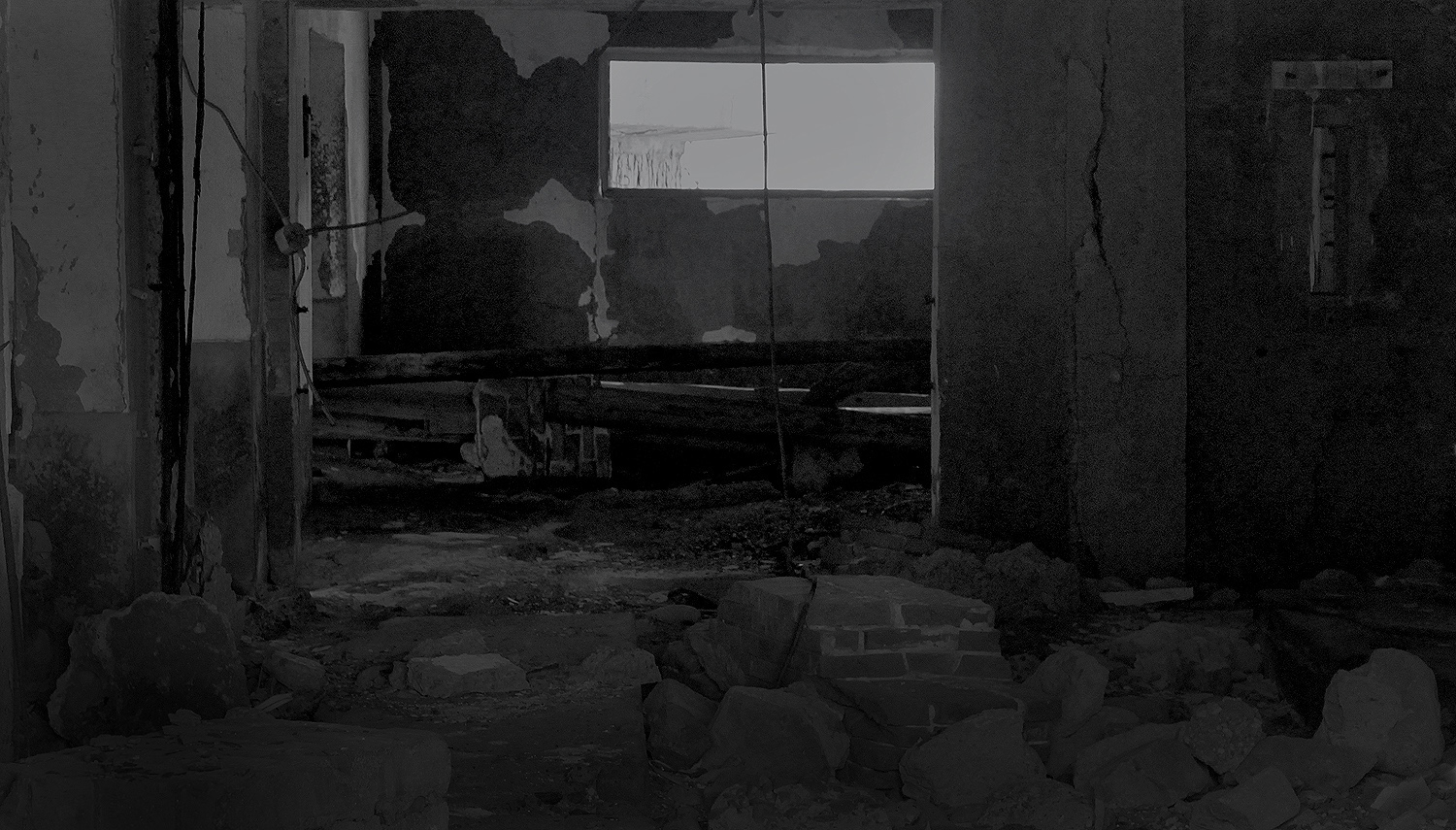
Interior de un departamento abandonado hace más de treinta años.

### Opiniones de algunos visitantes
En la web hay relatos de personas que visitaron la isla. En uno de esos relatos un visitante contó: “Dadas todas las explicaciones y con un sabor un poco agridulce por estar delante del fantasma, pero muy lejos […] nos volvimos a embarcar para regresar al puerto de Nagasaki. Ahora sí, consumido por el calor, sentado en los viejos asientos de la parte interior del barco vi el documental […] y me resultó imposible no sentir afinidad por la cantidad de familias que dejaron sus casas, escuelas, amigos […] Mientras el barco avanzaba y Gunkanjima, gris, se alejaba, imaginaba que no hacía mucho, sin miles de neones y muchas otras cosas, ese sitio había sido mucho más moderno y activo que Tokio. Había acumulado más vida por metro cuadrado… y más historias”.
Y en el relato de otro viajero se puede leer: “Cuando regresábamos a la seguridad de una de las plataformas de observación, a través de corredores semiinundados, observé una frase que alguien había garabateado en japonés en una pared y  cuando pregunté qué significaba me respondieron que allí decía: ‘Hashima ha desaparecido. Este lugar está muerto’”.
Según un viajero más, “Vista desde la distancia la isla de Hashima podría confundirse con el homólogo japonés de  Alcatraz que emerge del océano como una losa irregular de hormigón, o tal vez como un complejo de hoteles desiertos. Pocos observadores casuales podrían imaginar que hace solo cuarenta años esta pequeña isla era el sitio que albergaba a una comunidad próspera con la densidad de población más alta de la Tierra”.
Por último, un documental narra la historia de un habitante nativo de Hashima que al cabo de un tiempo regresa a la isla, a su departamento, y recuerda su vida y su infancia allí.

## Propuesta de Japón a la Unesco
Algunas organizaciones independientes y el Gobierno japonés han propuesto que la isla sea designada patrimonio industrial de la humanidad por la Unesco pero Corea del Sur se opone a estas iniciativas porque considera que durante la Segunda Guerra Mundial en las instalaciones mineras se convirtió en esclavos a algunos de sus ciudadanos. Según Park Jung-gu, una víctima de la mina de 87 años, “La isla era un infierno. No era posible […] escapar de ella debido a las altas escolleras y a las olas enormes. Hacia el final de la guerra los coreanos fueron sometidos a trabajos peligrosos y a menudo eran vulnerables a la violencia de los supervisores de la mina”.
Lee Jae-Cheol, portavoz de la "Comisión de la Verdad sobre el trabajo forzado bajo el dominio colonial japonés" de Corea del Sur, dijo: "El intento de Nagasaki de registrar la isla de Hashima, donde los coreanos sufrieron tanto, en la lista de sitios considerados Patrimonio Mundial de la Humanidad está en línea con la actitud del Gobierno japonés de blanquear su historia y nosotros vamos a tomar las medidas adecuadas en relación con los movimientos de Nagasaki".
Finalmente, como ya se dijo, el 5 de julio de 2015 pasó a formar parte como bien cultural de la lista de Patrimonios de la Humanidad por iniciativa de la Unesco.

## En los medios
- La isla aparece en gran cantidad de películas, entre ellas la película de 2003 Battle Royale II: Réquiem.
- En la película surcoreana The Battleship Island, dirigida por Ryoo Seung-Wan en 2017, que trata de una fuga de trabajadores coreanos.
- En el manga Air Gear Hashima es la sede de una carrera.
- En el anime Get Backers sirve de escenario para el arco de la Venus de Milo.
- En la película del año 2012 Skyfall, el villano de turno utiliza las abandonadas edificaciones como base para su organización.